# サントリー文化財団
公益財団法人サントリー文化財団（サントリーぶんかざいだん）は、日本並びに世界の学術・文化の発展に寄与することを目的に事業を行っている公益財団法人である。

## 沿革
- 1979年（昭和54年）2月1日に、サントリー株式会社（現サントリーホールディングス株式会社）の創業80周年を記念して設立。初代理事長は佐治敬三。所管は文部科学省研究振興局学術研究助成課。
- 1986年、“氾濫する時事的論説から多少距離を置いて、世界の様々な問題を鋭く感じ、柔らかく考える”（公式サイトより）雑誌「アステイオン」を創刊。
- 2010年5月26日に公益財団法人に移行。

## 事業
- サントリー学芸賞、サントリー地域文化賞の贈呈、研究助成、出版助成などの活動を展開。

## 所在地
- 大阪府大阪市北区堂島2－1－5

## 主な役員
- 理事長：鳥井信吾（サントリーホールディングス株式会社副会長）
- 副理事長：鷲田清一（京都市立芸術大学学長）
- 専務理事：今井渉